# غاوكش وسطي (مقاطعة دلفان)
غاوكش وسطي (بالفارسية: گاوکش وسطی) هي قرية تقع في قسم خاوة الجنوبي الريفي (مقاطعة دلفان) في إيران. يقدر عدد سكانها بـ 204 نسمة بحسب إحصاء 2016.